# Penelope Horner
Penelope Horner, född 20 juni 1939 i London, är en brittisk skådespelerska.

## Rollista i urval
- 1957 – En kung i New York
- 1959 – Nunnan
- 1960 – Tyst vrede
- 1965–1966 – Helgonet (TV-serie)
- 1967 – Half a Sixpence
- 1969 – The Avengers (TV-serie)
- 1971 – Snobbar som jobbar (TV-serie)
- 1973 – Dracula (TV-film)
- 1977 – Holocaust 2000